# Goosebumps (serie de televisión)
Goosebumps (Pesadillas en España y Escalofríos en Hispanoamérica) es una serie de televisión canadiense transmitida por los canales YTV de Canadá, Canal Famille de Quebec y Fox Kids de Estados Unidos, de 1995 a 1998, Jetix de Europa e India, NHK de Japón y KBS 2TV de Corea del Sur. Constituida como una serie antológica de terror dirigida a la audiencia juvenil e infantil, Goosebumps está basada en la serie de libros de Robert Lawrence Stine (quien en algunos capítulos aparece como el presentador) y sus spin-off Goosebumps 2000 y Goosebumps: 10 Tales to....
La serie fue producida por Hyperion Pictures y Protocol Entertainment, en asociación con Scholastic Corporation para Fox Kids y YTV. Su distribución a nivel internacional corrió a cargo de Saban International.
En España fue emitida por Antena 3, en Hispanoamérica por Fox Kids y Jetix, en Chile por Mega, en México por el Canal 5, en Argentina por Canal 9 y Magazine, en Paraguay por Canal 13 y Unicanal y en Venezuela por Fox Kids, Jetix y Venevisión.
A diferencia de Are You Afraid of the Dark?, cada episodio comenzaba sin nadie que contara la historia, salvo los episodios donde R. L. Stine apareció dando una pequeña sinopsis del episodio.

## Producción
Goosebumps se rodó en gran parte en Ontario, Canadá, con diferentes casas y propiedades históricas en Toronto, Markham, y otras zonas rurales periféricas que sirven a menudo como los conjuntos de cada episodio en lugar de construir casas y edificios artificiales. Ontario también ofrecía un lugar de rodaje más asequible y una estética que podía ser doblemente estadounidense, manteniendo al mismo tiempo la ambigüedad en términos de localización y ambientación. El atrezo de la serie fue diseñado por Ron Stefaniuk y Alan Doucette, mientras que Stefaniuk conservó muchos de los objetos animatrónicos en su propio estudio tras la cancelación de Goosebumps.

## Episodios
| Temporada | Temporada | Título            | Episodios | Inicio                   | Final                   |
| --------- | --------- | ----------------- | --------- | ------------------------ | ----------------------- |
|           | 1         | Primera temporada | 19        | 27 de octubre de 1995    | 17 de mayo de 1996      |
|           | 2         | Segunda temporada | 25        | 10 de agosto de 1996     | 20 de julio de 1997     |
|           | 3         | Tercera temporada | 22        | 6 de septiembre de 1997  | 16 de mayo de 1998      |
|           | 4         | Cuarta temporada  | 8         | 14 de septiembre de 1998 | 16 de noviembre de 1998 |

## Reinicio
El 28 de abril de 2020, se anunció que Scholastic Entertainment, Sony Pictures Television Studios y la productora de Neal H. Moritz, Original Film, estaban preparando un reinicio de la serie de televisión de acción en vivo, que produjo tanto la película de 2015 como su secuela.En marzo de 2021, R.L. Stine había declarado que la serie había encontrado un productor y un director.En febrero de 2022, se anunció que la serie se dirigirá a Disney+.También se reveló que la serie no seguirá el formato de antología de la primera serie de Goosebumps, sino que será una serie de 10 episodios con una historia inspirada en las películas que sigue a un grupo de cinco estudiantes de secundaria que desatan fuerzas sobrenaturales sobre su ciudad y todos deben trabajar juntos (gracias y a pesar de sus amistades, rivalidades y pasados entre ellos) para salvarla, aprendiendo mucho sobre los secretos adolescentes de sus propios padres en el proceso.